# Tommaso Vaccina
Tommaso Vaccina, né le 5 avril 1980 à Pavie, est un coureur de fond italien. Il a remporté le titre de champion du monde de course en montagne longue distance 2015.

## Biographie
Il grandit dans sa ville natale de Pavie loin des montagnes. Il pratique des sports variés dans sa jeunesse, tells que le cross-country, le cyclisme et l'aviron. À l'âge de 19 ans, il se consacre exclusivement à l'athlétisme, cette discipline étant conciliable avec ses études, et se spécialise dans les courses de fond,.
Durant ses entraînements, il remarque qu'il est à l'aise en montée et s'essaye à la course en montagne en 2009. Il termine cinquième de l'ascension du Monte Faudo et est sélectionné pour les championnats du monde de course en montagne 2010 à Kamnik où il termine 37e,.
Le 11 décembre 2011, il établit son record personnel du marathon en 2 h 19 min 48 s en terminant quatrième du marathon de Reggio d'Émilie.
Le 26 juillet 2014, il remporte le kilomètre vertical de Colere et devient champion d'Italie de la discipline.
Lors du marathon de Zermatt 2015, qui compte comme championnats du monde de course en montagne longue distance, il prend le meilleur sur l'Américain Andy Wacker et le Kényan Francis Maina Ngare en seconde partie de course et remporte le titre. Avec ses coéquipiers Francesco Puppi troisième et Massimo Mei cinquième, il décroche également la médaille d'or par équipes.
En 2016, il termine onzième et meilleur Italien du marathon de Milan en 2 h 25 min 34 s puis termine troisième à la course du Mont Washington. Ces bons résultats le poussent à s'entraîner intensivement en montagne durant l'été mais il est victime de douleurs en genou durant le mois de septembre en raison de lésions des ménisques. Il fait son retour à la compétition en février 2017 et remporte la Panoramica di San Valentino, une course de 10 kilomètres,.

## Palmarès

### Route
| Année | Compétition              | Lieu      | Place | Épreuve       | Performance     |
| ----- | ------------------------ | --------- | ----- | ------------- | --------------- |
| 2008  | Marathon de Messine      | Messine   | 3e    | Marathon      | 2 h 28 min 11 s |
| 2009  | Marathon du Lac de Garde | Malcesine | 3e    | Marathon      | 2 h 24 min 51 s |
| 2009  | Marathon de Venise       | Venise    | 10e   | Marathon      | 2 h 21 min 19 s |
| 2010  | Marathon de Milan        | Milan     | 12e   | Marathon      | 2 h 22 min 59 s |
| 2012  | Semi-marathon de Brescia | Brescia   | 3e    | Semi-marathon | 1 h 8 min 46 s  |
| 2013  | Marathon de Milan        | Milan     | 8e    | Marathon      | 2 h 22 min 11 s |
| 2014  | Marathon de Stockholm    | Milan     | 10e   | Marathon      | 2 h 26 min 10 s |
| 2015  | Marathon de Milan        | Milan     | 10e   | Marathon      | 2 h 24 min 52 s |
| 2016  | Marathon de Milan        | Milan     | 11e   | Marathon      | 2 h 25 min 34 s |

### Course en montagne
| no  | masculin           | Course                                                      | Longueur | Départ            | Temps           |
| --- | ------------------ | ----------------------------------------------------------- | -------- | ----------------- | --------------- |
| 2e  | Médaille d'argent  | Ascension du Monte Faudo                                    | 24,9 km  | 20 juin 2010      | 1 h 34 min 13 s |
| 1re | Médaille d'or      | Ascension du Monte Faudo                                    | 24,9 km  | 3 juin 2012       | 1 h 37 min 47 s |
| 8e  | 8e                 | Challenge mondial de course en montagne longue distance     | 44 km    | 3 août 2013       | 3 h 20 min 33 s |
| 1re | Médaille d'or      | Championnats d'Italie de kilomètre vertical                 | 3,4 km   | 26 juillet 2014   | 34 min 21 s     |
| 6e  | 6e                 | Challenge mondial de course en montagne longue distance     | 21,4 km  | 16 août 2014      | 2 h 13 min 59 s |
| 1re | Médaille d'or      | Championnats du monde de course en montagne longue distance | 42,2 km  | 4 juillet 2015    | 3 h 1 min 45 s  |
| 3e  | Médaille de bronze | Marathon de la Jungfrau                                     | 42,2 km  | 12 septembre 2015 | 3 h 4 min 8 s   |
| 3e  | Médaille de bronze | Course du Mont Washington                                   | 12,23 km | 18 juin 2016      | 1 h 1 min 41 s  |

## Records
| Épreuve       | Performance     | Date              | Lieu              |
| ------------- | --------------- | ----------------- | ----------------- |
| 10 000 mètres | 30 min 44 s 00  | 28 avril 2013     | Bovisio-Masciago  |
| 10 kilomètres | 30 min 56 s     | 12 septembre 2010 | Pordenone         |
| 10 miles      | 51 min 5 s      | 6 mai 2012        | Montebelluna      |
| Semi-marathon | 1 h 6 min 16 s  | 27 mai 2007       | Toscolano-Maderno |
| 30 kilomètres | 1 h 38 min 47 s | 25 mars 2012      | Belluno           |
| Marathon      | 2 h 19 min 48 s | 11 décembre 2011  | Reggio d'Émilie   |